# أليسون ووكر
أليسون ووكر (بالإنجليزية: Alison Walker)‏ هي صحفية بريطانية، ولدت في 1964 في غلاسكو في المملكة المتحدة.